# إيلانلو تبة
إيلانلو تبة هي قرية في مقاطعة مياندوآب، إيران. يقدر عدد سكانها بـ 333 نسمة بحسب إحصاء 2016.